# Counter-Strike (série)
Counter-Strike (CS) é uma série de jogos eletrônicos multijogador de tiro em primeira pessoa, no qual times de terroristas e contra-terroristas batalham entre si, respectivamente, realizando um ato de terror (explodindo bombas, fazendo reféns) e prevenindo-os (desarmando bombas, resgatando reféns). A série iniciou-se no Windows em 1999 com o lançamento do primeiro jogo, Counter-Strike. Foi inicialmente lançado como uma modificação ("mod") de Half-Life desenvolvida pelo vietnamita Minh "Gooseman" Le e Jess "Cliffe" Cliffe, antes que os direitos de propriedade intelectual do jogo fossem adquiridos pela Valve, os desenvolvedores de Half-Life, que então transformou o Counter-Strike em um produto à venda lançado em 2000.
O Counter-Strike original teve como sequência o Counter-Strike: Condition Zero, desenvolvido pela Turtle Rock Studios e lançado em março de 2004. Uma versão anterior de Condition Zero que foi desenvolvida pela Ritual Entertainment foi lançada junto com ele como Condition Zero: Deleted Scenes. Oito meses depois, a Valve lançou o Counter-Strike: Source, uma recriação do Counter-Strike original e o primeiro da franquia a usar o novo motor Source criado pela Valve. O quarto título da série principal, Counter-Strike: Global Offensive, foi lançado pela Valve em 2012 para Windows, OS X, Xbox 360, e PlayStation 3. Hidden Path Entertainment, que também trabalhou no pós-lançamento do Counter-Strike: Source, ajudou a produzir o jogo ao lado da Valve. Counter-Strike 2 foi anunciado em março de 2023, com uma data de lançamento provisória para o verão de 2023.
Vários títulos derivados de terceiros foram criados para os mercados asiáticos ao longo dos anos. Isso inclui a série Counter-Strike Online, Counter-Strike Neo e Counter-Strike Nexon: Studio.

## Série principal

### Counter-Strike
Originalmente sendo uma modificação de Half-Life, os direitos de Counter-Strike, bem como os desenvolvedores que trabalhavam nele, foram adquiridos pela Valve Corporation em 2000.
O jogo recebeu uma versão para Xbox em 2003. Também foi feita uma versão para OS X e Linux em forma de beta em janeiro de 2013, com um lançamento completo em abril de 2013.

### Condition Zero
Counter-Strike teve como sequência direta o Counter-Strike: Condition Zero, desenvolvido pela Turtle Rock Studios e  lançado em 2004. Foi usado o motor GoldSrc do Half-Life,  similar a seu predecessor e possui bots com inteligência aprimorada e um novo modo de jogo singleplayer que inclui missões, como "Matar 30 inimigos com bullpup" ou "Salvar 4 reféns". O jogo teve uma recepção fraca em comparação a seu predecessor e foi rapidamente seguido por um novo registro totalmente retrabalhado da série intitulado Counter-Strike: Source.

### Source
Counter-Strike: Source foi o primeiro título público da Valve Corporation a rodar com o novo motor Source, com redução de alguns erros antigos e novos gráficos. Inicialmente, Counter-Strike: Source foi disponibilizado 11 de agosto de 2004 em versão beta para LAN houses que tivessem feito uma pré-encomenda de Half-Life 2. Quem havia comprado a versão singleplayer  de Counter-Strike: Condition Zero, também ganhou o direito de conferir o jogo com exclusividade na fase beta, assim como alguns clientes da ATi Technologies. Enquanto o lançamento original inclui apenas versão para Microsoft Windows, eventualmente foi portado para OS X em 23 de junho de 2010 e para Linux em 2013.
No início havia poucos servidores de Counter-Strike: Source, principalmente servidores brasileiros. Após a divulgação do jogo principal com altas notas na imprensa especializada, novos servidores locais brasileiros surgiram, migrando uma boa parte dos jogadores da versão anterior.
A tecnologia HDR foi introduzida no Counter-Strike: Source em 1 de dezembro de 2005, com o lançamento do primeiro mapa incluindo esta tecnologia, de_nuke. O mapa cs_militia foi lançado no dia 18 de janeiro de 2006.

### Global Offensive
Counter-Strike: Global Offensive foi o quarto lançamento da série principal, com novos aprimoramentos e novidades implantados, na mesma engine gráfica Source. Desenvolvido novamente pela Valve, contou com armas, personagens e mapas  novos e clássicos.
Foi lançado em 21 de agosto de 2012 para as plataformas  Windows e MAC no Steam, Xbox 360 na Xbox Live Arcade e PS3 na PlayStation Network.

### Counter-Strike 2
O lançamento oficial aconteceu em 27 de setembro de 2023, como uma atualização gratuita para o Global Offensive.
O aprimoramento técnico de Counter-Strike 2 se dá a partir de seu motor gráfico, o Source 2. Lançado em 2015, o Source 2 é uma plataforma de desenvolvimento, capaz de aprimorar o que vemos em Global Offensive. Esse salto tecnológico será em um novo sistema de iluminação, texturas mais detalhadas, som tratado e remasterizado, além de um novo sistema anti-cheat VAC, para banir trapaceiros. 
A atualização do motor de jogo apresenta inúmeras melhorias no áudio, nos gráficos e principalmente na renderização de texturas, iluminações e reflexos. Os clássicos mapas do jogo também foram otimizados usufruindo de todos os benefícios do novo motor, assim como os visuais de armas.

## Derivados

### Neo
É uma adaptação arcade japonesa do Counter-Strike. É publicado pela Namco e funciona em sistema Linux. O jogo envolve personagens em design de anime em uma futurística versão desenhada de Counter-Strike. Uma seleção de missões singleplayer, minigames e muitos eventos foram adicionados para prolongar o interesse dos jogadores nele.

### Online
Counter-Strike: Online é um remake do Conter-Strike Condition Zero feito e distribuído pela Nexon Corporation com licença e supervisão da Valve Corporation. Essa versão é gratuita e só está disponível oficialmente na Coreia do Sul, Japão, Taiwan, China, Hong Kong, Singapura, Malásia, Indonésia e Turquia. Anunciado em 2012 e voltado para o mercado asiático de jogos, uma sequência intitulada Counter-Strike Online 2 foi desenvolvida pela Nexon no mecanismo de jogo Source e lançada em 2013.

### Nexon: Studio
Em agosto de 2014, a Nexon anunciou Counter-Strike Nexon: Zombies, um jogo derivado gratuito com temática zumbi, desenvolvido com o motor GoldSrc. Em 23 de setembro de 2014, um beta aberto foi divulgado no Steam. O lançamento final ocorreu em 7 de outubro de 2014, contando com 50 mapas e 20 modos de jogo.
O game conta tanto com modo jogador contra jogador (PvP) como o modo mata-mata em equipes (team deathmatch), resgate de reféns, desarmamento de bombas e humanos-vs-infectados, quanto com modo cooperativo em missões de campanha  e defesa-de-base. A recepção do jogo foi majoritariamente negativa com críticas a cerca da interface pobre, micro-transações e gráficos datados. Em 30 de outubro de 2019, Counter-Strike Nexon: Zombies foi renomeado para Counter-Strike Nexon: Studio.

## Recepção
Counter-Strike é considerado um dos jogos de tiro em primeira pessoa mais influentes da história. A série tem uma grande comunidade competitiva e se tornou sinônimo de jogos de tiro em primeira pessoa. Em agosto de 2011, a franquia Counter-Strike vendeu mais de 25 milhões de unidades.

## Jogo competitivo
O Counter-Strike tem mais de 20 anos de jogo competitivo começando com o Counter-Strike original. O primeiro grande torneio foi realizado em 2001 na Cyberathlete Professional League. A Cyberathlete Professional League, junto com a World Cyber Games e a Electronic Sports World Cup estavam entre os maiores torneios da série Counter-Strike até 2007. Desde 2013, a Valve hospeda os Campeonatos Majors de Counter-Strike: Global Offensive com grandes prêmios. Estes se tornaram os torneios de maior prestígio no CS:GO.